# Portugiesische Badmintonmeisterschaft 2012
Die Portugiesische Badmintonmeisterschaft 2012 fand vom 12. bis zum 13. Mai 2012 in Almada statt. Es war die 55. Austragung der nationalen Titelkämpfe in Portugal.

## Austragungsort
- Complexo Municipal Desportos, Almada

## Finalergebnisse
| Disziplin    | Sieger                        | Finalist                    | Ergebnis     |
| ------------ | ----------------------------- | --------------------------- | ------------ |
| Herreneinzel | Pedro Martins                 | Délio Gonçalves             | 21-9, 21-7   |
| Dameneinzel  | Telma Santos                  | Ana Moura                   | 21-10, 21-6  |
| Herrendoppel | Fernando Silva Hugo Rodrigues | Tomás Nero Rafael Lopes     | 21-15, 24-22 |
| Damendoppel  | Filipa Lamy Vânia Leça        | Telma Santos Ana Moura      | 21-16, 21-9  |
| Mixed        | Pedro Martins Ana Moura       | Hugo Rodrigues Telma Santos | 21-18, 21-16 |